# Bloody Blasphemy
Bloody Blasphemy – trzeci album studyjny holenderskiej grupy muzycznej God Dethroned. Wydawnictwo ukazało się w 1999 roku nakładem wytwórni muzycznej Metal Blade Records. W ramach promocji do pochodzącego z płyty utworu "Under The Golden Wings Of Death" został zrealizowany teledysk. Nagrania zostały zarejestrowane w studiu Unholy Ground pod koniec 1998 roku.

## Lista utworów
Opracowano na podstawie materiału źródłowego.
1. "Serpent King" - 03:01
2. "Nocturnal" - 02:51
3. "The Execution Protocol" - 05:44
4. "Boiling Blood" - 02:51
5. "A View of Ages" - 03:42
6. "Soul Capture 1562" - 08:19
7. "Under the Golden Wings of Death" - 04:26
8. "Firebreath" - 04:16
9. "Bloody Blasphemy" - 04:21